# Aceria manukae
Aceria manukae är en spindeldjursart som beskrevs av Lamb 1952. Aceria manukae ingår i släktet Aceria och familjen Eriophyidae. Inga underarter finns listade i Catalogue of Life.